# トーマス・バッハ
トーマス・バッハ（英語: Thomas Bach, 1953年12月29日 - ）は、ドイツの弁護士、元フェンシング選手。第9代国際オリンピック委員会会長。
1976年モントリオールオリンピックに西ドイツ代表として出場した。ドイツオリンピックスポーツ連盟執行委員会委員などを歴任した。

## 来歴

### 生い立ち

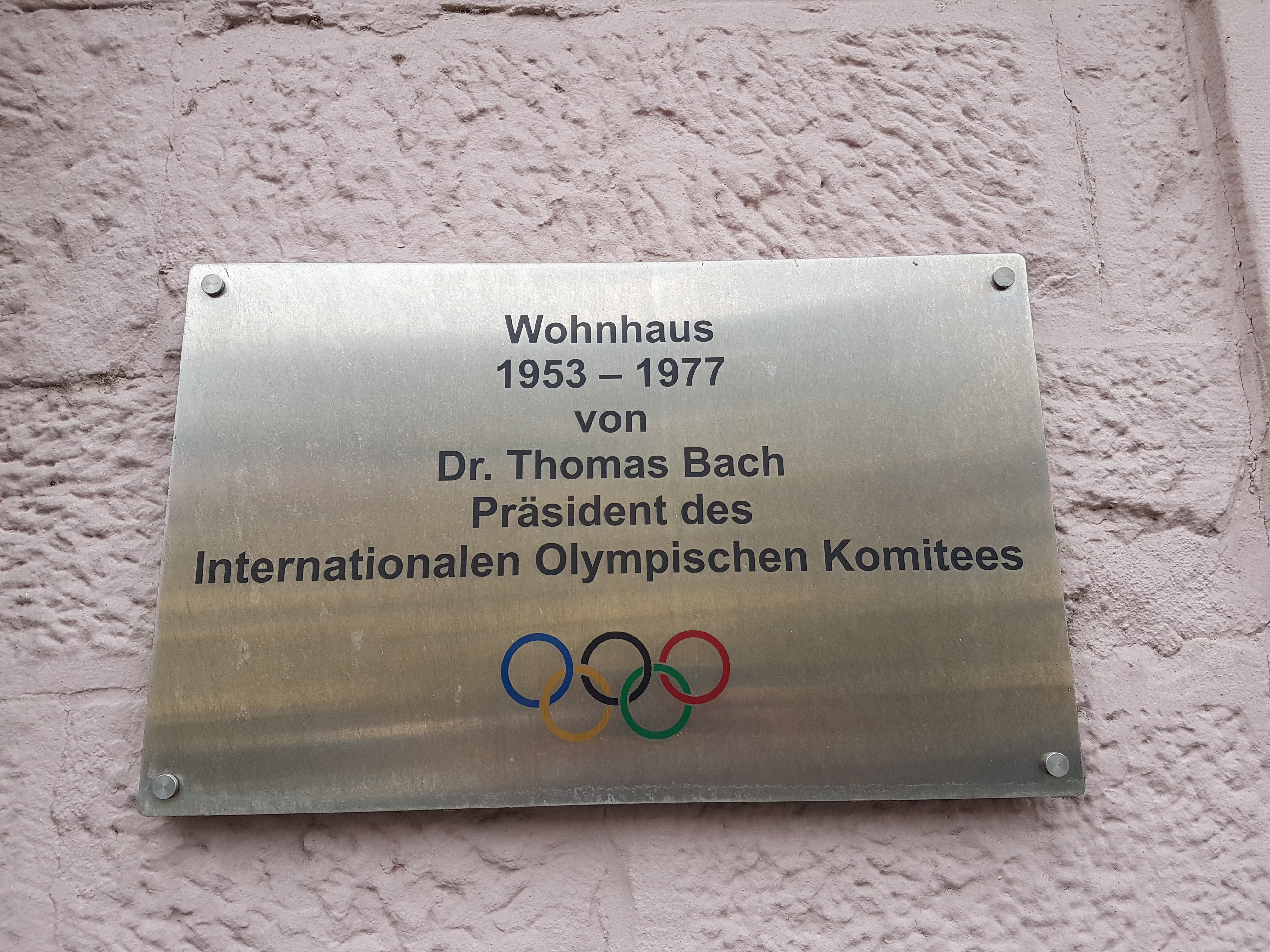
1953年から1977年まで過ごしたタウバービショーフスハイム（de）市内、ゾンネンプラッツ広場の住居に掲げられた説明板

西ドイツのバイエルン州ヴュルツブルク出身。ヴュルツブルクに近いバーデン＝ヴュルテンベルク州のタウバービショーフスハイムで育ち、両親の元、同市のゾンネンプラッツ (Sonnenplatz) で1977年まで暮らした。
この町のフェンシングクラブでスポーツを始めた。同クラブは、アマチュアトレーナーのエミール・ベックによって1950年代中頃に設立され、70年代に世界のリーダーへと成長。これまでにオリンピックで38個、世界選手権・欧州選手権で298個のメダルを獲得している。早くに父を亡くしたトーマス少年はこのクラブで心身を鍛えた。
1972年、同地のマティアス・グリューネヴァルト・ギムナジウム（高校に相当）を卒業し、1973年から1979年までヴュルツブルク大学法学部で法律・政治学を学んだ。1979年、第一次国家試験（司法試験）を通過して卒業した。主にドイツ連邦議会での司法研修期間を終えて1982年、第二次国家試験（司法試験）に合格し、1983年、博士論文「連邦憲法裁判所の裁判における予測の影響」(Der Einfluss von Prognosen auf die Rechtsprechung des Bundesverfassungsgerichts)で博士号（法学）を取得した。続いて、タウバービショーフスハイムに自身の弁護士事務所を開設した。
1985年、アディダス（スポーツ用品）執行役会会長のホルスト・ダスラーに誘われ、同社の国際関係部局の責任者。1988年から1990年まで、連邦経済大臣の中産層顧問団の調整役を務めた。1995年からフィリップ・ホルツマン株式会社（建設コンツェルン）の顧問。1998年、タウバービショーフスハイムのミヒャエル・ヴァイニッヒ株式会社（工作機械）の監査役会会長に就任。2000年から2008年まで、シーメンス（電機）の顧問。2000年から2009年まで、シーメンス・スイスの取締役会構成員。産業コンサルタントのヴィルヘルム・シェルスキーより政府人脈を買われてシーメンスの執行役会に推薦された。2005年から2009年まで、MANフェロスタール有限会社（鉄鋼）の顧問。2008年から2013年まで、メリウス有限会社の諮問委員会委員長となり、投資会社「クウェイティ・ジャーマン・ホールディング・カンパニー」の子会社としてドイツ国内の活動を担った。2009年から2013年まで、ニュルンベルク保険株式会社オーストリアの監査役会構成員、バルテック有限会社（産業保安技術）の諮問委員会委員。
2006年5月、ゴルファ・アラブ・ドイツ商工会議所 (Ghorfa Arab-German Chamber of Commerce and Industry) の会長に就任。IOC会長の就任後に辞任した。
母語のドイツ語の他、スペイン語・フランス語・英語に堪能。

### フェンシング選手の経歴
1970年代、タウバービショーフスハイムのフェンシングクラブに所属し、フルーレの選手として活動した。1971年、世界ジュニア選手権で銅メダルを獲得。1973年、フェンシング世界選手権にフルーレ団体で出場し、準優勝。1976年、モントリオールオリンピックのフェンシングフルーレ団体で西ドイツチームの一員として金メダルを獲得し、同時に世界選手権優勝となった。1977年、世界選手権のフルーレ団体で優勝。1978年、ドイツ選手権のフルーレ個人で優勝。同年、フルーレ団体のヨーロッパ・チャンピオンズカップで優勝。1979年、メルボルンの世界選手権にフルーレ団体で出場し、銅メダルを獲得した。

### スポーツ団体の職歴

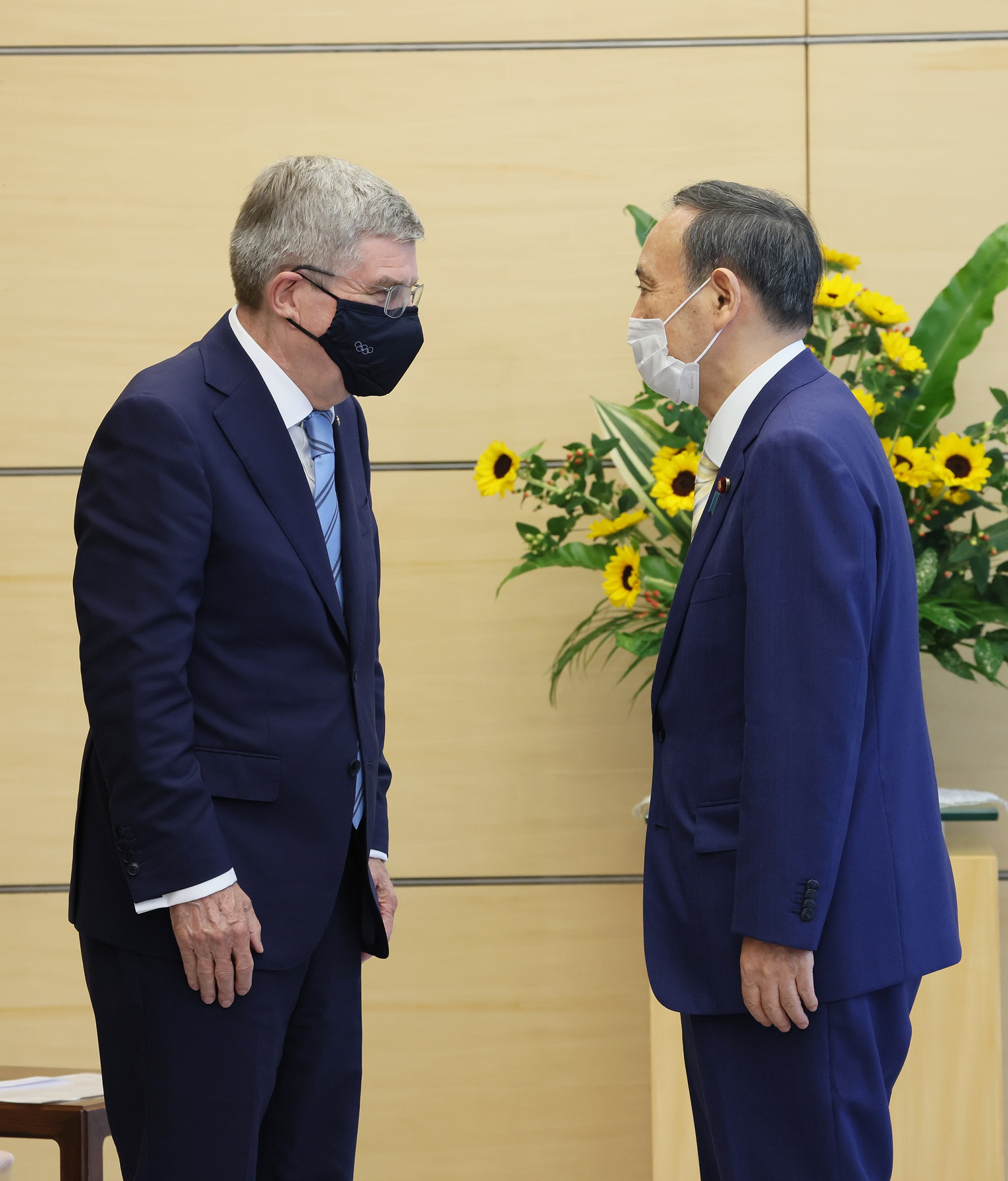
2021年7月14日、総理大臣官邸にて内閣総理大臣菅義偉（右）と

早くからスポーツ関連の職を手がけており、1975年から1979年まで、西ドイツ・フェンシング連盟(DFB)のスポークスマンを務めた。1981年、IOCに新設されたアスリート委員会の委員。1982年、西ドイツ（後のドイツ）・オリンピック委員会の委員に就任。
1991年にIOC委員となり、ドイツ・オリンピック委員会の職を辞任。1995年、スポーツ仲裁裁判所の控訴部の代表者に任命された。1996年にIOCの理事に就任。2002年冬季オリンピック開催地の決定（ソルトレークシティ）と2004年夏季オリンピック開催地の決定（アテネ）に際しては評価委員会の委員長を務めていた。2000年のシドニーオリンピックに際して開かれた第111次IOC総会でIOC副会長に選出された（ドイツからは史上3人目）。輪番制によりアテネ大会後の2004年8月に一度職を離れたが、2006年のトリノ冬季オリンピックに際してのIOC総会で副会長に再選され、当時のジャック・ロゲ会長の有力な後任候補となった。
2006年5月、ドイツスポーツ連盟(DSB)とドイツ・オリンピック委員会(DOK)の合併により新設されたドイツ・オリンピック・スポーツ連盟(DOSB)から名誉会長に任命されたが、IOC会長就任後の2013年9月16日に辞任した。
複数のIOC委員会で委員長を務めたほか、2006年に地元のドイツで開催されたサッカー・ワールドカップでは組織委員会の監査役会の構成員。2011年、女子サッカーのワールドカップでは組織委員会の管財委員会委員を務めた。
2013年9月10日にアルゼンチンのブエノスアイレスで行われた第125次IOC総会で、ジャック・ロゲの後任として第9代IOC会長に選出された。その際にクウェートの政治家でスポーツ団体役員のアフマド・アルファハド・アルサバ―(en)が有力支援者となっていたことから、会長選挙の直前になってIOC倫理委員会の調査が入った。近代オリンピックのメダリストとしては初のIOC会長ともなった。
2016年10月20日に、筑波大学で講演した折に筑波大学の名誉博士号が授与された。
2022年9月27日に執り行われた安倍晋三の国葬にあわせて来日し、「国際オリンピック委員会代表」として葬儀に参列した。
2024年8月10日、パリオリンピック開催中に実施されたIOC総会でバッハは「新しい時代は新しいリーダーを求めている」と語り、退任を表明した。アフリカや中南米の委員から続投を望む声が上がっていたが、任期満了となる2025年6月22日をもって退任することが決定した。この際「多くの人を失望させたことは分かっている」と発言したが、これはパリ五輪のことではなく自分が退任すると決断したことに対しての発言である。
その後、2025年3月20日に行われた次期会長選挙でカースティ・コベントリーがバッハの後任となる第10代会長に選出された。

## 政治活動
ドイツ自由民主党(FDP)の党員。バーデン＝ヴュルテンベルク州議会のFDP・民主人民党(DVP)会派の推薦により、第14回連邦会議（＝2010年連邦大統領選出会議）の議員を務めた。

## 功績
自身が推進してきた『オリンピック・アジェンダ2020』は、世界中から寄せられた4万件以上のオリンピックに対する意見を40項目に集約したもの。2014年12月のIOC臨時総会で、この40の改革案すべてが満場一致で採択された。このアジェンダに基づき追加種目制度、男女混合種目の増加、女子種目の増加、複数都市共催大会（2026年冬ミラノ／コルティナ・ダンペッツォオリンピック）開催決定と実績を上げている。アジェンダには脱コンパクト五輪である「主催都市ではない他の都市への分散開催を、開催国家の中で可能とする」アジェンダが含まれていた。このアジェンダが守れない場合、開催都市として立候補は行えない。

## 批判

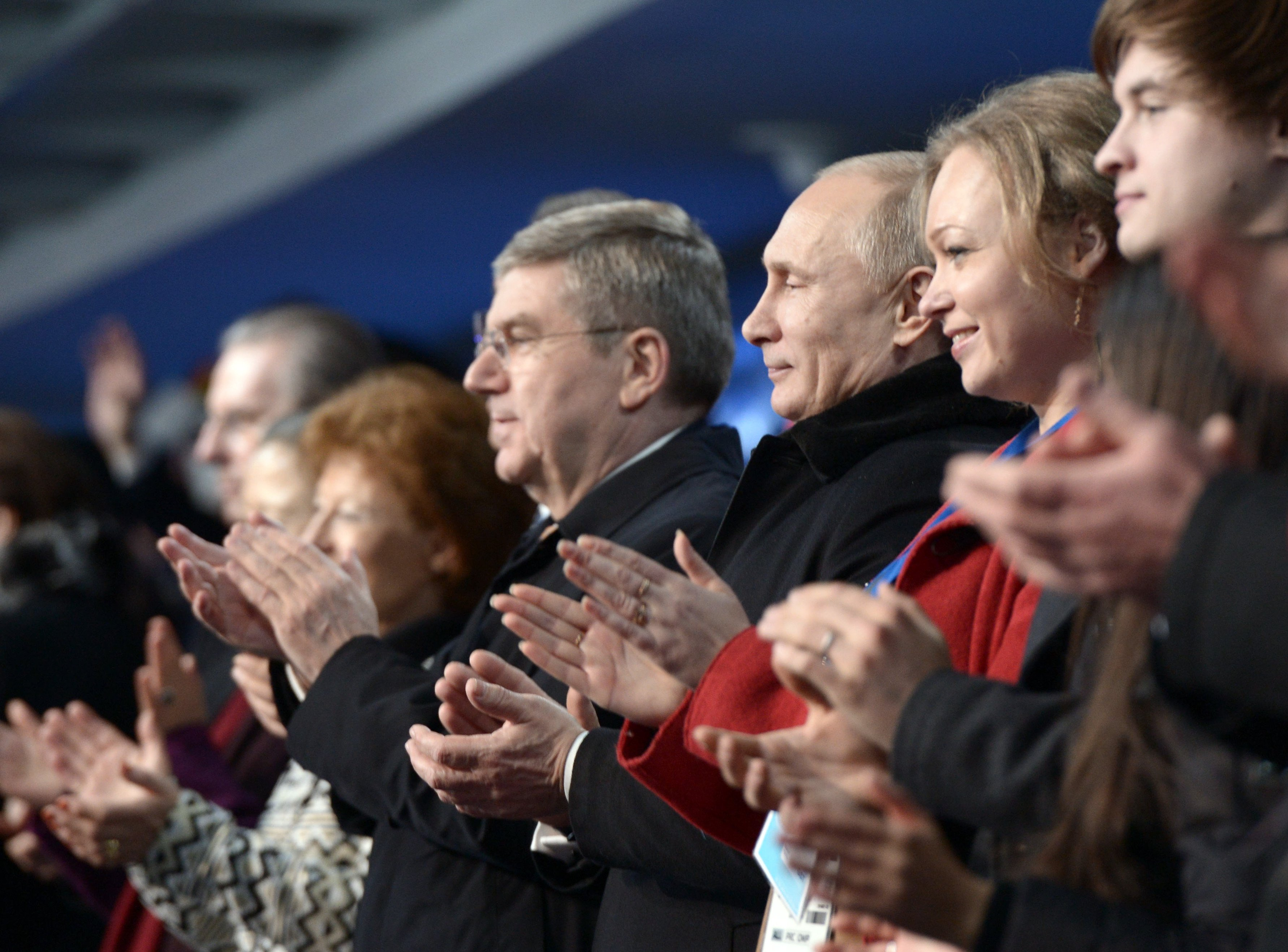
2014年2月7日、ソチオリンピックにてロシア大統領ウラジーミル・プーチン（右）と

トーマス・バッハは、2000年代に入ってからシーメンス社とコンサルティング契約を結んでいたことが2008年4月に明らかになり、批判を浴びた。この契約では、2008年に40万ユーロの報酬が支払われ、1日あたり5,000ユーロの追加費用が支給されていた。バッハは、シーメンスグループのためにアラブ諸国からの招待状を手配したと言われている。シーメンス社の監査役会メンバーは、このような高額な料金で日当を追加で支払うのは「まったく普通ではない」と批判した。また、シーメンスがスポーツ関連の契約で利益を得ていたことから、利益相反の可能性や、職業上の活動とスポーツ当局者としての活動が重なっているとの批判もあった。
2008年6月14日、国際オリンピック委員会の副会長としての職務において、委員会が特に制限された情報政策を行っていたとして、ジャーナリスト協会「ネッツヴェルク・レシェルシェ」から不名誉な「閉じた牡蠣賞」を授与された。 賞の受賞理由書によると、委員会は「長年にわたり、大会の裁定における汚職や利益相反」を容認しており、「情報政策」で「フェアプレー」とは正反対の運営を行っていたという。
ドイツ民主共和国（東ドイツ）のスポーツ担当官Karl-Heinz Wehrが担当した非公式協力者のシュタージ記録によると、バッハは1986年に国際ボクシング協会 (AIBA) の会長であるアンワル・チョードリーの選挙を操作するための話し合いに参加していた。
バッハは、ゴルファ・アラブ・ドイツ商工会議所（Ghorfa）の会長としての行動が批判された。Ghorfaは、アラブ諸国への輸出を希望する企業の貿易書類を認証している。これは、製品にイスラエル製の部品が含まれていないことを証明するものである。これは1970年代にアラブ連盟のイスラエル・ボイコットの一環として導入された。
2016年、バッハはロシアの国ぐるみのドーピング事件の一環として、大きな批判を受けた。バッハは、個人的に親しくしているロシア大統領ウラジーミル・プーチンのシンパであり、そのため個人的な理由から、ロシアの情報機関や当局が隠蔽し、ロシア反ドーピング機関（RUSADA）が運営するロシアのトップアスリートの大量の国家ドーピングに対して、IOC内で一貫した行動を取らなかったと非難された。
バッハは1994年7月からドイツ連邦共和国の外交旅券を所持している。バッハはIOCで「ドイツの特別な関心事」を追求するためにこれを受け取ったが、これはIOCのメンバーには規約で禁止されている。その後、パスポートは何度か延長されている。ドイツ外務省はこれを事後的に正当化することができなかった。
スポーツ当局者のパット・ヒッキーに対する汚職捜査で、バッハはブラジル警察への証人喚問を拒否した。また、バッハは2016年パラリンピックにも姿を見せなかった。
2020年、Twitterを通じて配信された「東京2020オリンピックの予選を通過した選手たちが予選通過のままであることは明らかです」という発言が批判された。バッハの決定は、「スポーツの公平性とはあまり関係のないグロテスクな状況を生み出している」とピーター・トレビングは書いている。これは、すでに予選を通過した選手よりも2021年に著しく優れている可能性のある競技者に不利益を与えるためである。
2021年3月には、日本国内で緊急事態宣言中にもかかわらず「（東京五輪は）安全で確実に開かれる」など発言したことで猛烈な批判を浴び、5月6日に共同通信社が配信した『米有力紙、日本に五輪中止促す IOC批判「開催国を食い物」』という記事の中でワシントン・ポスト記事の一文である「Baron Von Ripper-off」を「ぼったくり男爵」と訳したことでさらに批判が高まり、この語は同年のユーキャン新語・流行語大賞トップテンに選出された。
東京オリンピック前、来日した際のJOC関係者との公開会談では「最も大事なのは中国国民の安全です」と日本と中国を誤認したようなコメントをし会場から失笑をかう一幕もあった。

## 顕彰
- 1977年：西ドイツ年間最優秀チームに選出（フルーレ団体・西ドイツ代表の一員として）
- 1981年：ドイツ連邦共和国功労十字小綬章
- 1984年：バーデン＝ヴュルテンベルク州功労勲章
- 1993年：ドイツ連邦共和国功労十字勲章・一等
- 2004年：ドイツ連邦共和国功労大十字勲章
- 2008年：タウバービショーフスハイム市名誉市民
- 2013年：ドイツ・オリンピック・スポーツ連盟（DOSB）名誉会長
- 2013年：IOC「金の鍵」
- 2014年：ヨーロッパ・オリンピック委員会（EOC）功労勲章
- 2015年：モントリオール市名誉市民
- 2015年：ラインホルト・マイヤー・メダル
- 2016年10月20日：筑波大学名誉博士。
- 2018年：サインズ・アウォード（SignsAward）
- 2018年：ソウル市名誉市民[40]
- 2020年：ソウル平和賞
- 2025年：旭日大綬章[41]

## その他
オリンピックの聖火ランナーを4度務めている。大会と場所はそれぞれ、2004年、アテネオリンピック、ベルリン。2008年、北京オリンピック、北京。2010年、バンクーバー冬季オリンピック、バンクーバー。2012年、ロンドンオリンピック、ロンドン。2010年、シンガポールで開かれた第1回夏季ユースオリンピック大会ではベルリンで聖火ランナーを務めた。

## 動画
- 「トーマス・バッハ：新たなロード・オブ・ザ・リング？、"スポーツの内側"と"ストーリー"」（ケルン西ドイツ放送局<WDF>の補助金による動画）[42] [Hajo Seppelt & Robert Kempe: Thomas Bach – Der neue Herr der Ringe?, "Sport inside" und "Die story" (mit Unterstützung des investigativen Ressorts des WDR)]